# Ventimiglia di Geraci
I Ventimiglia di Geraci sono una famiglia nobile siciliana di ascendenze liguri e normanne, essendo derivata in linea maschile dai Ventimiglia del Maro, ed in linea femminile dalla dinastia reale degli Altavilla.
Principale ramo dei Ventimiglia in Sicilia, fu molto potente e influente nella storia culturale, politica ed economica dell'isola dal XIII secolo al XIX secolo, per lunghi tratti della seconda metà del Trecento ressero un'ampia signoria indipendente, riconosciuta, tra gli altri, dallo Stato della Chiesa, nel periodo dei cosiddetti Quattro Vicari del Regno di Sicilia. Ma già dal 21 febbraio 1359 al 4 dicembre 1360, Francesco II Ventimiglia fu vicario unico e balio del Regno di Sicilia, come tutore del minorenne Federico IV d'Aragona.

## Storia
Capostipite fu Enrico di Ventimiglia dei Signori del Maro († 1307), che giunse in Sicilia nel 1255 come capitano e vicario generale al servizio di re Manfredi di Svevia. Si insediò nella Contea di Geraci e sposò la nobildonna Isabella di Candida, di ascendenza normanna, figlia di Aldoino, conte di Geraci, e pare che tale matrimonio fu voluto dal re Federico II di Svevia. Divenuto titolare della Contea di Geraci attraverso questa unione, il Ventimiglia acquisì anche il possesso della Contea di Ischia e delle signorie di Collesano, Polizzi, Gangi, delle Petralie, di Gratteri, Caronia, Bilìci, Fisauli, Ypsigro e Montemaggiore, site nel territorio delle Madonie.
La Contea di Geraci, venne confiscata nel 1268 al Ventimiglia dal re Carlo d'Angiò, per aver questi preso parte alla rivolta filosveva capeggiata da Corrado Capece.Dopo la resistenza di Enrico durata fino al 1270, il sovrano angioino assegnò il feudo ai Montfort, con cui aveva legami di parentela. Dopo l'esilio in Liguria, con le Guerre del Vespro scoppiate in Sicilia nel 1282, che portarono alla cacciata degli Angioini dall'isola, il Conte Enrico rientrò in possesso dello Stato feudale di Geraci dopo il 1302. Il figlio primogenito, Aldoino, fu viceré di Napoli sotto Re Manfredi e comandante una squadra di tre galee per il re Giacomo II di Aragona, ed essendogli premorto in un naufragio nel 1289 nei pressi di Palinuro, suo successore fu il nipote Francesco, XIV conte di Geraci, investito nel 1311 di tutti gli Stati di famiglia. 
Fondatore nel 1317 del borgo di Castelbuono, nel Val Demone, sul feudo di Ypsigro, il Conte Francesco fu a quel tempo il feudatario più ricco della Sicilia con un reddito annuale di 1.500 onze. Morì nel 1338 durante l'assedio di Geraci delle truppe del sovrano Pietro II di Sicilia, che lo aveva accusato di tradimento e ne dispose anche la confisca dei beni. I figli Emanuele  († 1362) e Francesco († 1391), nel 1354 ottennero la restituzione dei beni confiscati al padre da parte del re Ludovico di Sicilia, il quale in occasione delle concessioni riconobbe che il Conte di Geraci era stato vittima di un complotto organizzato dai Chiaramonte e dai Palizzi: con i primi si era inimicato per via del ripudio fatto alla prima moglie Costanza Chiaramonte, figlia di Manfredi, conte di Modica. 
Emanuele Ventimiglia Consolo, XV conte di Geraci, servì il re Pietro IV di Aragona nelle guerre di Rossiglione, Cerdagna, Conflent, Valdepiro e Colibri. Tornato in Sicilia, guerreggiò contro i Palizzi e i Chiaramonte, e morto di febbre e senza eredi nel 1362, gli succedette il fratello minore Francesco, conte di Collesano. La terra di Collesano era stata infeudata nel 1305 dal padre ed annessa alla Contea di Geraci, e con lui tornò ad essere stato comitale autonomo come in epoca normanna nel 1360. Ebbe il merito di appacificare i Ventimiglia con i Chiaramonte, e ciò gli consentì di diventare uno degli uomini politici più potenti dell'isola: dopo la morte del re Federico, nel 1377 divenne uno dei quattro vicari del Regno di Sicilia con Artale Alagona, conte di Paternò, Manfredi Chiaramonte, conte di Modica e Guglielmo Peralta, conte di Caltabellotta, con i quali l'isola conobbe un periodo di relativa stabilità politica. 
Furono suoi figli, Enrico, XVII conte di Geraci († 1398) e Antonio, IV conte di Collesano († 1415), dei quali fu il secondo ad occupare le cariche politiche e militari più importanti. Il conte Antonio Ventimiglia Lauria, fu in tre occasioni protagonista di rivolte antiaragonesi, e per questo i Conti di Geraci ebbero confiscati tutti i beni e feudi dall'autorità regia, poi restituiti a breve distanza di tempo.
Il casato acquisì maggiore prestigio e potere in Sicilia con Giovanni Ventimiglia d'Aragona, XVIII conte di Geraci (1383-1475), quando la Contea di Geraci venne elevata a marchesato per privilegio del febbraio/marzo 1436 dal re Alfonso V d'Aragona, che lo investì del titolo di I marchese di Geraci, esecutoriato il 10 giugno, e per questo fu il primo feudatario siciliano a cui venne concesso un titolo marchionale. Il Marchese Giovanni, occupò numerose cariche politiche e militari, tra cui quelle di viceré di Sicilia, di governatore e reggente del Regno di Napoli, di Regio camerario maggiore e di Grande ammiraglio del Regno, ed ebbe concessi dal sovrano aragonese numerosi feudi nell'Italia meridionale, tra cui la Contea di Montesarchio nel 1462, titolo che cederà al nipote Giovanni Antonio Ventimiglia.
A Giovanni succedettero i marchesi Antonio († 1480) ed Enrico († 1490) suo figlio, coi quali ebbe inizio il declino dei Ventimiglia di Geraci, che ebbero numerosi contrasti con la Corona d'Aragona. Il secondo in particolare, fu in conflitto con il viceré Gaspare de Spes, che lo incriminò per il duello avuto con il nipote Pietro Cardona, conte di Collesano nel 1481, e che dispose la confisca dei suoi beni, e fu perciò costretto all'esilio a Ferrara, dove morì. 
Simone Ventimiglia de Luna, V marchese di Geraci (1485-1544), figlio di Enrico, e succeduto al fratello maggiore Filippo († 1497), che aveva recuperato i beni confiscati al padre, fu presidente del Regno di Sicilia nel 1516, 1535 e 1541. Fu suo figlio Giovanni, VI marchese di Geraci († 1553), stratigoto di Messina negli anni 1532, 1533, 1539 e 1540, che dopo la morte della consorte Isabel de Moncada y La Grua nel 1542, si ritirò dalla vita pubblica, dedicandosi al sacerdozio e alla scienza astronomica. Il figlio primogenito Simone (1529-1560), capitano d'armi ed anch'egli stratigoto a Messina, dal matrimonio con Maria Antonia Ventimiglia Alliata nel 1552, ebbe in dote le baronie di Ciminna e di Sperlinga. L'altro figlio, Carlo (1539-1582), nel 1575 fu investito del titolo di Conte di Naso, il cui feudo verrà venduto dopo la sua morte, da parte della moglie Giovanna Ventimiglia Requesenz nel 1594 a Girolamo Joppolo Ponz de Leon.
Dal Marchese Simone nacque Giovanni, VIII marchese di Geraci (1559-1619), che nel 1595 fu investito del titolo di Principe di Castelbuono dal re Filippo II di Spagna. Nonostante la concessione del titolo di principe sia di rango superiore a quello di marchese, e collocò i Ventimiglia al quinto posto della gerarchia parlamentare siciliana, essi continuarono a farsi identificare come Marchesi di Geraci.
Non avendo il Marchese-principe Giovanni lasciato eredi, il lignaggio proseguì con i discendenti dello zio Carlo Ventimiglia Moncada, con Giuseppe († 1620) e Francesco (1580-1648), rispettivamente figlio e nipote del Conte di Naso. L'altro figlio di Giuseppe, Carlo Ventimiglia d'Aragona, sposò Elisabetta Bardi Mastrantonio dei marchesi di Sambuca, da cui nacquero i figli Giuseppe (1631-1666) e Antonia Ventimiglia († 1666), marchesa di Sambuca e signora del castello e tonnara di San Nicolò di Palermo, moglie nel 1650 di Pietro Beccadelli di Bologna Grimaldi, I principe di Camporeale.
Giovanni Ventimiglia Spadafora, († 1675), figlio di Francesco III, IV principe di Castelbuono e XI marchese di Geraci, nel 1648 sposò Felicia Marchese Valdina, figlia di Blasco, principe della Scaletta, che gli portò in dote il Principato di Scaletta, e le baronie di Granieri, San Marco lo Celso, Nissoria, Bonalbergo, Rappisi, Gantieri, Baruni e delle foreste di Troina. Dall'unione nacquero sei figli, tra cui Francesco Rodrigo (1655-1688), V principe di Castelbuono e XII marchese di Geraci, capitano generale della cavalleria del Regno (1677), che nel 1672 vendette il Principato di Scaletta ad Antonio Ruffo Spadafora (1610-1678) dei duchi della Bagnara. Sposato con Giovanna Pignatelli Tagliavia d'Aragona, figlia di Ettore, duca di Monteleone, ebbe cinque figli, tra cui Giovanni ed Ettore, entrambi morti in tenera età nel 1689 per un incidente, caduti dal balcone di Villa Ventimiglia ai Colli nei dintorni di Palermo.
I titoli passarono dapprima a Blasco e Ruggero, fratelli del Principe-marchese Francesco Rodrigo, morti entrambi senza discendenti, e successivamente allo zio Girolamo Ventimiglia Spadafora († 1707), duca di Ventimiglia, che invece dal primo matrimonio con Giovanna Groppo ebbe discendenza, e gli portò anche in dote il titolo di Principe di Belmontino. Il nipote di questi, Giovanni Ventimiglia Di Giovanni, X principe di Castelbuono e XVIII marchese di Geraci (1678-1748), Grande di Spagna di prima classe (1710, 1740), Gentiluomo di Camera di Vittorio Amedeo II di Savoia, re di Sicilia dal 1713, con privilegio del 27 settembre 1723, ottenne dall'imperatore Carlo VI d'Asburgo il titolo di Principe del Sacro Romano Impero, con il trattamento di Altezza e con la podestà di batter moneta e medaglie col proprio nome e usare il titolo Dei Gratia. Padre di Luigi Ruggero, XI principe di Castelbuono e XIX marchese di Geraci (1705-1771), battezzato dal re Luigi XIV di Francia con delega al viceré  Isidoro de La Cueva y Bonavides, marchese di Bedmar, che dai due matrimoni con Maria Teresa Moncada Ventimiglia, figlia di Luigi Guglielmo dei principi di Paternò, Rosalia Colonna Romano Branciforte, figlia di Giovanni Antonio, duca di Cesarò, non ebbe discendenti, e i suoi titoli e feudi passarono al cugino Giovanni Luigi Ventimiglia Spinola.
I Marchesi di Geraci, durante tutto il periodo feudale, sino al 1812, ebbero un seggio ereditario alla Camera dei pari del Regno di Sicilia come Principe di Castelbuono.
Il ramo primogenito dei Ventimiglia Marchesi di Geraci si estinse con Giovanni Luigi Ventimiglia Camarrone, XVII principe di Castelbuono e XXIV marchese di Geraci, sposato a Francesca Moncada Galletti, figlia di Giovanni Antonio, principe di Monforte, e morto senza eredi nel 1860. Con decreto reale del 23 ottobre 1868, i titoli del Principe-Marchese Giovanni Luigi, vennero riconosciuti nella persona della sorella Corrada, moglie a Pietro Mancuso; morta la quale venne iscritta, nell'elenco ufficiale definitivo delle famiglie nobili e titolate della Regione Siciliana, con i detti titoli e con quello di principe di Buonriposo, la sorella Giovanna, morta nel 1905.
Un ramo ultrogenito è stato riconosciuto e ricevuto nel Sovrano Militare Ordine di Malta e nel Sacro Militare Ordine Costantiniano di San Giorgio.
Il titolo di Marchese di Geraci venne riabilitato in Spagna il 2 ottobre 1981 con decreto 2684/1981, dato dal re Juan Carlos I di Spagna, e concesso a Luis de Villanova-Rattazzi y Barrera (1891-1999), lontano discendente del ramo dei Ventimiglia di Malaga, dal lato femminile, a cui succedette dopo la morte il figlio José María Villanova-Rattazzi Guillén, attuale detentore.

## Albero genealogico
|                                             |                                             |                                                                                   |                                                                                   | | | | | | |                                                                                                |                                                                                                |                                                                                   | | | | | | | | |                                                                                             | | |                                                                                                |                                                                                   |                                                                                   |                                               |      |      |
|                                             |                                             |                                                                                   |                                                                                   | | | | | | |                                                                                                |                                                                                                |                                                                                   | | | | Giovanni, I marchese di Geraci (1383-1475) I Agata Prades Moncada dei signori di Caccamo, II Isabella Ventimiglia Moncada dei baroni di Ciminna                               | | | | |                                                                                             | | |                                                                                                |                                                                                   |                                                                                   |                                               |      |      |
|                                             |                                             |                                                                                   |                                                                                   | | | | | | |                                                                                                |                                                                                                |                                                                                   | | | | | | | | |                                                                                             | | |                                                                                                |                                                                                   |                                                                                   |                                               |      |      |
|                                             |                                             |                                                                                   |                                                                                   | | | | | | |                                                                                                |                                                                                                |                                                                                   | | | | | | | | |                                                                                             | | |                                                                                                |                                                                                   |                                                                                   |                                               |      |      |
|                                             |                                             |                                                                                   |                                                                                   | | | | | | | II Giovanna II Baldassarre Ventimiglia, III Guglielmo Raimondo Moncada, conte di Caltanissetta | II Giovanna II Baldassarre Ventimiglia, III Guglielmo Raimondo Moncada, conte di Caltanissetta | I Raimondetta Carlo II Tocco, despota di Epiro                                    | I Raimondetta Carlo II Tocco, despota di Epiro | I Archita, vescovo di Patti | I Archita, vescovo di Patti | I Giovanni | I Giovanni | I Ferdinando Castellana Perapertusa dei baroni di Favara | I Ferdinando Castellana Perapertusa dei baroni di Favara                                                                              | |                                                                                             | | I Antonio, II marchese di Geraci († 1480) Margherita Chiaromonte Orsini dei conti di Copertino                   | I Antonio, II marchese di Geraci († 1480) Margherita Chiaromonte Orsini dei conti di Copertino |                                                                                   |                                                                                   |                                               |      |      |
|                                             |                                             |                                                                                   |                                                                                   | | | | | | |                                                                                                |                                                                                                |                                                                                   | | | | | | | | |                                                                                             | | |                                                                                                |                                                                                   |                                                                                   |                                               |      |      |
|                                             |                                             |                                                                                   |                                                                                   | | | | | | |                                                                                                |                                                                                                |                                                                                   | | | | | | | | |                                                                                             | | |                                                                                                |                                                                                   |                                                                                   |                                               |      |      |
|                                             |                                             |                                                                                   |                                                                                   | | | | | | |                                                                                                |                                                                                                |                                                                                   | | | | | | (con discendenza) | (con discendenza) | Enrico, III marchese di Geraci († 1490) Eleonora de Luna Cardona dei conti di Caltabellotta                                           | Enrico, III marchese di Geraci († 1490) Eleonora de Luna Cardona dei conti di Caltabellotta | Raimondetta I Giovanni Tommaso Moncada, conte di Adernò II Antonio Santacolomba de Villaragut, barone di Isnello | Raimondetta I Giovanni Tommaso Moncada, conte di Adernò II Antonio Santacolomba de Villaragut, barone di Isnello | Maria Artale Cardona, conte di Collesano                                                       | Maria Artale Cardona, conte di Collesano                                          | Giovanni Antonio (1445-1483) Isabella de Pisa                                     | Giovanni Antonio (1445-1483) Isabella de Pisa |      |      |
|                                             |                                             |                                                                                   |                                                                                   | | | | | | |                                                                                                |                                                                                                |                                                                                   | | | | | | | | |                                                                                             | | |                                                                                                |                                                                                   |                                                                                   |                                               |      |      |
|                                             |                                             |                                                                                   |                                                                                   | | | | | | |                                                                                                |                                                                                                |                                                                                   | | | | | | | | |                                                                                             | | |                                                                                                |                                                                                   |                                                                                   |                                               |      |      |
|                                             |                                             |                                                                                   |                                                                                   | | | | | | |                                                                                                |                                                                                                |                                                                                   | | | | Francesco († infante) | Francesco († infante) | Girolama Andrea Perollo, barone di Salina | Girolama Andrea Perollo, barone di Salina                                                                                             | Filippo, IV marchese di Geraci († 1497) Isabella Moncada dei conti di Adernò                                                          | Filippo, IV marchese di Geraci († 1497) Isabella Moncada dei conti di Adernò                | Simone, V marchese di Geraci (1485-1544) Isabella Moncada dei conti di Adernò                                    | Simone, V marchese di Geraci (1485-1544) Isabella Moncada dei conti di Adernò                                    | Caterina Antonio Barresi, barone di Militello                                                  | Caterina Antonio Barresi, barone di Militello                                     | Ramo di Malaga                                                                    | Ramo di Malaga                                |      |      |
|                                             |                                             |                                                                                   |                                                                                   | | | | | | |                                                                                                |                                                                                                |                                                                                   | | | | | | | | |                                                                                             | | |                                                                                                |                                                                                   |                                                                                   |                                               |      |      |
|                                             |                                             |                                                                                   |                                                                                   | | | | | | |                                                                                                |                                                                                                |                                                                                   | | | | | | | | |                                                                                             | | |                                                                                                |                                                                                   |                                                                                   |                                               |      |      |
|                                             |                                             |                                                                                   |                                                                                   | | | | | | |                                                                                                |                                                                                                |                                                                                   | | | | Eleonora I Giovanni Caro, barone di Montechiaro e Lampedusa, II Antonio Santacolomba de Villaragut, barone di Isnello                                                         | Eleonora I Giovanni Caro, barone di Montechiaro e Lampedusa, II Antonio Santacolomba de Villaragut, barone di Isnello                                                                               | Diana Antonio Sicar, conte di Aiello | Diana Antonio Sicar, conte di Aiello                                                                                                  | Giovanni, VI marchese di Geraci († 1553) Isabel de Moncada y La Grua dei conti di Aitona                                              | Giovanni, VI marchese di Geraci († 1553) Isabel de Moncada y La Grua dei conti di Aitona    | Emilia Ettore Pignatelli, duca di Monteleone                                                                     | Emilia Ettore Pignatelli, duca di Monteleone                                                                     | Cesare († 1583)                                                                                | Cesare († 1583)                                                                   | Margherita Carlo d'Aragona, marchese di Avola                                     | Margherita Carlo d'Aragona, marchese di Avola | Anna | Anna |
|                                             |                                             |                                                                                   |                                                                                   | | | | | | |                                                                                                |                                                                                                |                                                                                   | | | | | | | | |                                                                                             | | |                                                                                                |                                                                                   |                                                                                   |                                               |      |      |
|                                             |                                             |                                                                                   |                                                                                   | | | | | | |                                                                                                |                                                                                                |                                                                                   | | | | | | | | |                                                                                             | | |                                                                                                |                                                                                   |                                                                                   |                                               |      |      |
|                                             |                                             |                                                                                   |                                                                                   | | | | | | |                                                                                                |                                                                                                |                                                                                   | | | Simone, VII marchese di Geraci (1529-1560) Maria Antonia Ventimiglia Alliata dei baroni di Ciminna e Sperlinga | Simone, VII marchese di Geraci (1529-1560) Maria Antonia Ventimiglia Alliata dei baroni di Ciminna e Sperlinga                                                                | Giovanni | Giovanni | Carlo, conte di Naso (1539-1582) Giovanna Ventimiglia Requesenz dei baroni di Regiovanni                                              | Carlo, conte di Naso (1539-1582) Giovanna Ventimiglia Requesenz dei baroni di Regiovanni                                              | Girolamo                                                                                    | Girolamo | Giovanna Ippolita († infante)                                                                                    | Giovanna Ippolita († infante)                                                                  | Anna                                                                              | Anna                                                                              |                                               |      |      |
|                                             |                                             |                                                                                   |                                                                                   | | | | | | |                                                                                                |                                                                                                |                                                                                   | | | | | | | | |                                                                                             | | |                                                                                                |                                                                                   |                                                                                   |                                               |      |      |
|                                             |                                             |                                                                                   |                                                                                   | | | | | | |                                                                                                |                                                                                                |                                                                                   | | | | | | | | |                                                                                             | | |                                                                                                |                                                                                   |                                                                                   |                                               |      |      |
|                                             |                                             |                                                                                   |                                                                                   | | | | | | |                                                                                                |                                                                                                |                                                                                   | Lucrezia († infante) | Lucrezia († infante) | Giulia († infante) | Giulia († infante) | Giovanni, I principe di Castelbuono, VIII marchese di Geraci (1559-1619) I Anna d'Aragona Tagliavia Ventimiglia dei principi di Castelvetrano II Dorotea Branciforte Barrese dei principi di Butera | Giovanni, I principe di Castelbuono, VIII marchese di Geraci (1559-1619) I Anna d'Aragona Tagliavia Ventimiglia dei principi di Castelvetrano II Dorotea Branciforte Barrese dei principi di Butera | 9 figli, tra cui: Giuseppe, II principe di Castelbuono, IX marchese di Geraci († 1620) Bianca Antonia d'Aragona dei duchi di Montalto | 9 figli, tra cui: Giuseppe, II principe di Castelbuono, IX marchese di Geraci († 1620) Bianca Antonia d'Aragona dei duchi di Montalto |                                                                                             | | |                                                                                                |                                                                                   |                                                                                   |                                               |      |      |
|                                             |                                             |                                                                                   |                                                                                   | | | | | | |                                                                                                |                                                                                                |                                                                                   | | | | | | | | |                                                                                             | | |                                                                                                |                                                                                   |                                                                                   |                                               |      |      |
|                                             |                                             |                                                                                   |                                                                                   | | | | | | |                                                                                                |                                                                                                |                                                                                   | | | | | | | | |                                                                                             | | |                                                                                                |                                                                                   |                                                                                   |                                               |      |      |
|                                             |                                             |                                                                                   |                                                                                   | | | | | | |                                                                                                |                                                                                                |                                                                                   | | Francesco, III principe di Castelbuono, X marchese di Geraci (1580-1648) I Maria Balsamo d'Aragona Tagliavia dei principi di Roccafiorita, II Maria Spadafora Crisafi dei principi di Maletto, III Giovanna Branciforte Lanza dei conti di Raccuja, IV Dorotea del Carretto Ventimiglia dei conti di Racalmuto | Francesco, III principe di Castelbuono, X marchese di Geraci (1580-1648) I Maria Balsamo d'Aragona Tagliavia dei principi di Roccafiorita, II Maria Spadafora Crisafi dei principi di Maletto, III Giovanna Branciforte Lanza dei conti di Raccuja, IV Dorotea del Carretto Ventimiglia dei conti di Racalmuto | | | | Maria Mario Grifeo di Bologna, duca di Ciminna                                                                                        | Maria Mario Grifeo di Bologna, duca di Ciminna                                                                                        |                                                                                             | | | Carlo Elisabetta Bardi Mastrantonio dei marchesi di Sambuca                                    | Carlo Elisabetta Bardi Mastrantonio dei marchesi di Sambuca                       |                                                                                   |                                               |      |      |
|                                             |                                             |                                                                                   |                                                                                   | | | | | | |                                                                                                |                                                                                                |                                                                                   | | | | | | | | |                                                                                             | | |                                                                                                |                                                                                   |                                                                                   |                                               |      |      |
|                                             |                                             |                                                                                   |                                                                                   | | | | | | |                                                                                                |                                                                                                |                                                                                   | | | | | | | | |                                                                                             | | |                                                                                                |                                                                                   |                                                                                   |                                               |      |      |
|                                             |                                             |                                                                                   |                                                                                   | | | | | II Giovanni, IV principe di Castelbuono, XI marchese di Geraci († 1675) Felicia Marchese Valdina dei principi della Scaletta | II Giovanni, IV principe di Castelbuono, XI marchese di Geraci († 1675) Felicia Marchese Valdina dei principi della Scaletta |                                                                                                |                                                                                                |                                                                                   | | | II Girolamo, IX principe di Castelbuono, XVI marchese di Geraci († 1707) I Giovanna Corvino Sabia Groppo dei Principi di Mezzojuso, II Anna Arduino dei baroni di Placabaiana | II Girolamo, IX principe di Castelbuono, XVI marchese di Geraci († 1707) I Giovanna Corvino Sabia Groppo dei Principi di Mezzojuso, II Anna Arduino dei baroni di Placabaiana | II Giuseppe | II Giuseppe | II Antonia I Antonio Mendoza, marchese di Miraelrio, II Ignazio Grifeo Papé dei principi di Partanna                                  | II Antonia I Antonio Mendoza, marchese di Miraelrio, II Ignazio Grifeo Papé dei principi di Partanna                                  | IV Beatrice († 1705) Giacomo Milano Franco d'Aragona, marchese di San Giorgio               | IV Beatrice († 1705) Giacomo Milano Franco d'Aragona, marchese di San Giorgio                                    | Giuseppe (1631-1666)                                                                                             | Giuseppe (1631-1666)                                                                           | Antonia, marchesa di Sambuca Pietro Beccadelli di Bologna, principe di Camporeale | Antonia, marchesa di Sambuca Pietro Beccadelli di Bologna, principe di Camporeale |                                               |      |      |
|                                             |                                             |                                                                                   |                                                                                   | | | | | | |                                                                                                |                                                                                                |                                                                                   | | | | | | | | |                                                                                             | | |                                                                                                |                                                                                   |                                                                                   |                                               |      |      |
|                                             |                                             |                                                                                   |                                                                                   | | | | | | |                                                                                                |                                                                                                |                                                                                   | | | | | | | | |                                                                                             | | |                                                                                                |                                                                                   |                                                                                   |                                               |      |      |
|                                             |                                             |                                                                                   |                                                                                   | Francesco Rodrigo, V principe di Castelbuono, XII marchese di Geraci (1655-1688) Giovanna Pignatelli d'Aragona Tagliavia dei duchi di Monteleone | Francesco Rodrigo, V principe di Castelbuono, XII marchese di Geraci (1655-1688) Giovanna Pignatelli d'Aragona Tagliavia dei duchi di Monteleone | Blasco, VII principe di Castelbuono, XIV marchese di Geraci († 1698) Felicia Ventimiglia Pignatelli | Blasco, VII principe di Castelbuono, XIV marchese di Geraci († 1698) Felicia Ventimiglia Pignatelli | Ruggero, VIII principe di Castelbuono, XV marchese di Geraci († 1698)                                                        | Ruggero, VIII principe di Castelbuono, XV marchese di Geraci († 1698)                                                        | Anna                                                                                           | Anna                                                                                           | Beatrice (1640-1705) Leonardo Tocco, principe di Acaia                            | Beatrice (1640-1705) Leonardo Tocco, principe di Acaia | Francesco, X principe di Castelbuono, XVII marchese di Geraci († 1712) Girolama Di Giovanni Arduino dei baroni di Gallidoro | Francesco, X principe di Castelbuono, XVII marchese di Geraci († 1712) Girolama Di Giovanni Arduino dei baroni di Gallidoro | Giuseppe, Principe di Mezzojuso (1684-1689) | Giuseppe, Principe di Mezzojuso (1684-1689) | | | |                                                                                             | | |                                                                                                |                                                                                   |                                                                                   |                                               |      |      |
|                                             |                                             |                                                                                   |                                                                                   | | | | | | |                                                                                                |                                                                                                |                                                                                   | | | | | | | | |                                                                                             | | |                                                                                                |                                                                                   |                                                                                   |                                               |      |      |
|                                             |                                             |                                                                                   |                                                                                   | | | | | | |                                                                                                |                                                                                                |                                                                                   | | | | | | | | |                                                                                             | | |                                                                                                |                                                                                   |                                                                                   |                                               |      |      |
| Felicia(† 1709) Blasco Ventimiglia Marchese | Felicia(† 1709) Blasco Ventimiglia Marchese | Stefania (1675-1749) Niccolò Placido Branciforte del Carretto, principe di Butera | Stefania (1675-1749) Niccolò Placido Branciforte del Carretto, principe di Butera | Giovanna († 1734) Luigi Guglielmo Moncada Branciforte, duca di San Giovanni                                                                      | Giovanna († 1734) Luigi Guglielmo Moncada Branciforte, duca di San Giovanni                                                                      | Giovanni, VI principe di Castelbuono, XIII marchese di Geraci (1680-1689)                           | Giovanni, VI principe di Castelbuono, XIII marchese di Geraci (1680-1689)                           | Ettore (1684-1689) | Ettore (1684-1689) |                                                                                                |                                                                                                |                                                                                   | Giovanni, XI principe di Castelbuono, XVIII marchese di Geraci (1678-1748) Livia Sanseverino Fardella dei principi di Bisignano                                                                        | Giovanni, XI principe di Castelbuono, XVIII marchese di Geraci (1678-1748) Livia Sanseverino Fardella dei principi di Bisignano | | Domenico Antonio, principe di Belmontino († 1746) | Domenico Antonio, principe di Belmontino († 1746) | | | |                                                                                             | | |                                                                                                |                                                                                   |                                                                                   |                                               |      |      |
|                                             |                                             |                                                                                   |                                                                                   | | | | | | |                                                                                                |                                                                                                |                                                                                   | | | | | | | | |                                                                                             | | |                                                                                                |                                                                                   |                                                                                   |                                               |      |      |
|                                             |                                             |                                                                                   |                                                                                   | | | | | | |                                                                                                |                                                                                                |                                                                                   | | | | | | | | |                                                                                             | | |                                                                                                |                                                                                   |                                                                                   |                                               |      |      |
|                                             |                                             |                                                                                   |                                                                                   | | | | | | |                                                                                                |                                                                                                |                                                                                   | Luigi Ruggero, XII principe di Castelbuono, XIX marchese di Geraci (1705-1771) I Maria Teresa Moncada Ventimiglia dei duchi di San Giovanni, II Rosalia Colonna Romano Branciforte dei duchi di Cesarò | Luigi Ruggero, XII principe di Castelbuono, XIX marchese di Geraci (1705-1771) I Maria Teresa Moncada Ventimiglia dei duchi di San Giovanni, II Rosalia Colonna Romano Branciforte dei duchi di Cesarò | Giovanni Luigi, XIII principe di Castelbuono, XX marchese di Geraci († 1795) Maria Rosa Perpignano La Lumia dei principi di Buonriposo | Giovanni Luigi, XIII principe di Castelbuono, XX marchese di Geraci († 1795) Maria Rosa Perpignano La Lumia dei principi di Buonriposo                                        | Maria Letteria Giacomo Bonanno Colonna, duca di Floridia | Maria Letteria Giacomo Bonanno Colonna, duca di Floridia | | |                                                                                             | | |                                                                                                |                                                                                   |                                                                                   |                                               |      |      |
|                                             |                                             |                                                                                   |                                                                                   | | | | | | |                                                                                                |                                                                                                |                                                                                   | | | | | | | | |                                                                                             | | |                                                                                                |                                                                                   |                                                                                   |                                               |      |      |
|                                             |                                             |                                                                                   |                                                                                   | | | | | | |                                                                                                |                                                                                                |                                                                                   | | | | | | | | |                                                                                             | | |                                                                                                |                                                                                   |                                                                                   |                                               |      |      |
|                                             |                                             |                                                                                   |                                                                                   | | | | | | | Luigi Ruggero, XIV principe di Castelbuono, XXI marchese di Geraci (1757-1823)                 | Luigi Ruggero, XIV principe di Castelbuono, XXI marchese di Geraci (1757-1823)                 | Domenico Gaspare, XV principe di Castelbuono, XXII marchese di Geraci (1759-1833) | Domenico Gaspare, XV principe di Castelbuono, XXII marchese di Geraci (1759-1833) | Francesco Luigi, XVI principe di Castelbuono, XXIII marchese di Geraci (1761-?) Vincenza Camarrone | Francesco Luigi, XVI principe di Castelbuono, XXIII marchese di Geraci (1761-?) Vincenza Camarrone | Giuseppe | Giuseppe | Corrado, duca di Ventimiglia († 1840) | Corrado, duca di Ventimiglia († 1840)                                                                                                 | Anna Maria († 1796) Giovan Pietro Galletti Colonna Romano, principe di Soria                                                          | Anna Maria († 1796) Giovan Pietro Galletti Colonna Romano, principe di Soria                | | |                                                                                                |                                                                                   |                                                                                   |                                               |      |      |
|                                             |                                             |                                                                                   |                                                                                   | | | | | | |                                                                                                |                                                                                                |                                                                                   | | | | | | | | |                                                                                             | | |                                                                                                |                                                                                   |                                                                                   |                                               |      |      |
|                                             |                                             |                                                                                   |                                                                                   | | | | | | |                                                                                                |                                                                                                |                                                                                   | | | | | | | | |                                                                                             | | |                                                                                                |                                                                                   |                                                                                   |                                               |      |      |
|                                             |                                             |                                                                                   |                                                                                   | | | | | | |                                                                                                |                                                                                                | Corrada († 1886) Pietro Mancuso                                                   | Corrada († 1886) Pietro Mancuso | Giovanna (1810-1905) Goffredo Scimonelli | Giovanna (1810-1905) Goffredo Scimonelli | Giovanni Luigi, XVII principe di Castelbuono, XXIV marchese di Geraci (1811-1860) Francesca Moncada Galletti dei principi di Monforte                                         | Giovanni Luigi, XVII principe di Castelbuono, XXIV marchese di Geraci (1811-1860) Francesca Moncada Galletti dei principi di Monforte                                                               | | | |                                                                                             | | |                                                                                                |                                                                                   |                                                                                   |                                               |      |      |